# Piper confusionis
Piper confusionis är en pepparväxtart som beskrevs av William Trelease. Piper confusionis ingår i släktet Piper och familjen pepparväxter. Inga underarter finns listade i Catalogue of Life.